# Eurygyrus bulgaricus
Eurygyrus bulgaricus är en mångfotingart som först beskrevs av Karl Wilhelm Verhoeff 1926.  Eurygyrus bulgaricus ingår i släktet Eurygyrus och familjen Schizopetalidae. Inga underarter finns listade i Catalogue of Life.